# رن کیریاما
رن کیریاما (انگلیسی: Renn Kiriyama؛ زادهٔ ۲ فوریهٔ ۱۹۸۵) بازیگر، و بازیگر تلویزیون اهل ژاپن است.